# Stade de Marrakech
Stade de Marrakech – wielofunkcyjny stadion w Marrakeszu, w Maroku. Jego pojemność wynosi 45 240 widzów. Został wybudowany w latach 2003–2011 i zainaugurowany 5 stycznia 2011 roku. Swoje mecze na obiekcie rozgrywa drużyna Kawkab Marrakech, która wcześniej grała na Stade El Harti. Stadion odznacza się dość nietypową architekturą, ponieważ pomimo posiadanej bieżni lekkoatletycznej trybuny zbudowane są na planie prostokąta. Obiekt wyposażony jest m.in. w duży telebim, sztuczne oświetlenie, zadaszenie nad wszystkimi trybunami, salę konferencyjną, loże biznesowe i 7500 miejsc parkingowych.